# جانوس كيمني
جانوس كيمني (بالمجرية: Kemény János)‏ هو صحفي مجري، ولد في 5 سبتمبر 1903 في بيتسبرغ في الولايات المتحدة، وتوفي في 13 أكتوبر 1971 في تارغو موريش في رومانيا.